# Physiokratie

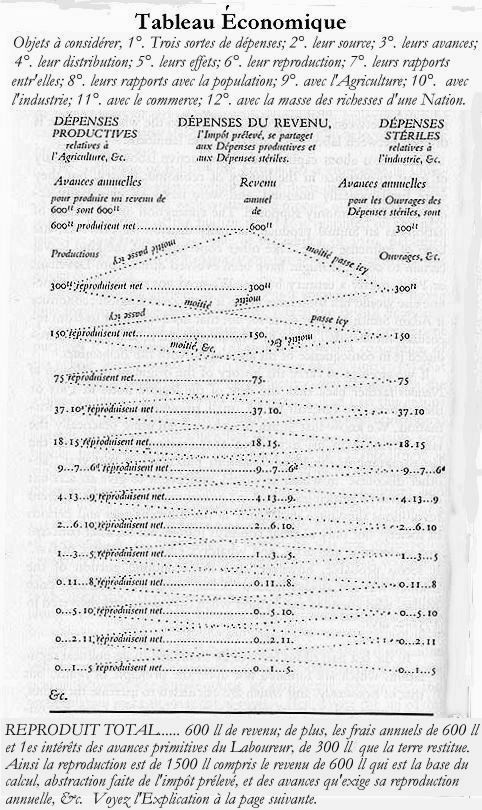
Tableau économique von François Quesnay

Physiokratie oder Physiokratismus (altgriechisch ‚Herrschaft der Natur‘, Kompositum aus φύσις phýsis, deutsch ‚Natur‘ und κρατία kratía, deutsch ‚Herrschaft‘) ist eine von François Quesnay im Zeitalter der Aufklärung begründete ökonomische Schule mit der Annahme, nach welcher allein die Natur Werte hervorbringe und somit der Grund und Boden der einzige Ursprung des Reichtums oder Wohlstands eines Landes sei. Somit könne nur die Arbeit in der Landwirtschaft, Forstwirtschaft, Fischerei oder im Bergbau einen Überschuss der Produktion über die Vorleistungen erzielen (die Urproduktion), während das Gewerbe lediglich Vorprodukte umforme.

## Vorgeschichte
Diese Theorie entwickelte erste systematische Ansätze zur Erklärung volkswirtschaftlicher Strukturen und Prozesse; Quesnays Tableau économique ist die erste Darstellung des Wirtschaftskreislaufs. Der Begriff „Physiokratie“ wurde 1768 von Pierre Samuel du Pont de Nemours geprägt.
Ausgangspunkte der Physiokraten waren der Niedergang der Landwirtschaft infolge der merkantilistischen Wirtschaftspolitik Jean-Baptiste Colberts in der späten Regierungszeit Ludwigs XIV. sowie die wirtschaftlichen Turbulenzen in der Zeit Philipps von Orléans unter dem „Lawschen System“.

## Theorie
Die zentrale These der Physiokraten lautet, Grund und Boden sei die einzige Quelle des Reichtums, die Wertschöpfung erfolge nur daraus. Dies verlegt die Entstehung von Mehrwert in die Produktionssphäre, d. h. in das Verhältnis zwischen Arbeit und Kapital. Der mehrwerthaltige Überschuss, den die produktive Arbeit innerhalb der o. g. Bereiche erzielt, wird als eine „Gabe der Natur“ bezeichnet. Wenn man die Wertentstehung in der Produktionssphäre sucht, ist es gewiss naheliegend, dass man sie zuerst im Austausch Mensch-Natur erblickt. Die Physiokratie stand damit im Gegensatz zum Konzept des profit upon expropriation bei englischen Ökonomen, welche die Quelle des Reichtums in die Sphäre der Zirkulation verlegten.
Nach den Auffassungen der Physiokraten sollten die administrativen Organe ihre Eingriffe sowohl in den Wirtschaftsprozess auf ein Mindestmaß einschränken – was sich als eine Reaktion auf den Merkantilismus mit seinem umfangreichen, zumeist aber konzeptionslosen Dirigismus erklären lässt – als auch in das Privateigentum an Produktionsmitteln, um damit eine freie wirtschaftliche Betätigung der Menschen zu gewährleisten. Man war für die Aufhebung von Leibeigenschaften und Zünften. Durch François Quesnay, einen der Hauptautoren der Theorie der Physiokratie, so Tableau économique (1758), wurde das wirtschaftliche Kreislaufmodell analog zum Blutkreislauf konzipiert und durch ein Dreiklassen-Modell der Makroökonomie wurden die gegenseitigen Abhängigkeiten der Wirtschaftszweige dargelegt. Quesnay machte für das Funktionieren seines Kreislaufmodells folgende Voraussetzungen: eine freie Preisgestaltung, ein freier Handel, ein kapitalistisches Pachtsystem sowie der Geldfluss und Warenaustausch zwischen drei Klassen, den productives oder Bauern und Landwirten, den stériles oder Handwerkern, Kaufleuten, Händlern und den propriétaires den Adeligen und Grundbesitzern. Für Quesnay war die Gewährleistung eines kontinuierlichen Geldumlaufs essentiell für den Wohlstand eines Landes. Eine Akkumulation von Geldkapital sollte verhindert werden, da ein Zurückbehalten sich schädlich auf die wirtschaftlichen Aktivitäten auswirke.
Die Theoretiker der Physiokratie teilen die Gesellschaft nach ihrer ökonomischen Bedeutung ein, so sprach man von der wichtigsten Gruppe, der classe productive. Das waren in der Landwirtschaft tätige Menschen, etwa Bauern und Pächter, nicht aber Landarbeiter. Als Gruppe der Grundeigentümer, als classe propriétaire, wurden der Adel, die Kirche und der König bezeichnet. Diese Gruppe erwirtschaftete keine Waren, sie führten aber die Grundrenten erneut in den Umlauf, in die Zirkulation ein, eine Voraussetzung für den volkswirtschaftlichen Reinertrag (französisch produit net). Unter der unproduktiven Gruppe, classe stérile wurden etwa die Kaufleute und die Handwerker verstanden, sie bildeten die Gruppe, die im Wirtschaftsprozess nur ihre eigene Arbeit hinzufügten ohne aber neue Werte zu schaffen. Der Kreislauf bestand somit in der jährlichen Reproduktion des von den einzelnen Gruppen oder Klassen, classes in den Wirtschaftsprozess eingebrachten Kapitals. Eine volle Reproduktion war nur innerhalb des ordre naturel denkbar, der Kreislauf konnte aber auch innerhalb eines ordre positif sowohl mit einem volkswirtschaftlichen Plus als auch Minus enden.
Das menschliche Zusammenleben wurde im physiokratischen Sinne als eine Verbindung aus ordre naturel, dem Naturrecht der Aufklärung und dem ordre positif also dem vom Menschen geschaffenen Recht erklärt. Aus den Prinzipien des Naturrechts leiteten die Physiokraten eine unabhängige und objektiv gegebene Norm ab, aus deren Beachtung sich die größtmögliche Wohlfahrt für alle Menschen erwirken ließe. Dennoch würde aber durch spontanes Handeln einzelner Menschen keine dieser der natürlichen Ordnung, entsprechend einem Gesellschaftsvertrag, hervorgebracht werden können. Vielmehr würde erst durch einen aufgeklärten Herrscher nicht nur eine Ordnung konstituiert, sondern auch gewährleistet werden, eben die ordre positif die dann im weitesten Sinne einer natürlichen Ordnung entspräche.
Denn der Wert des Arbeitsvermögens, also das, was ein Landarbeiter zum Leben braucht, wurde als eine natürlich bestimmte Konstante angenommen. Der Landarbeiter produziert in der Regel mehr, als er selber zum Leben benötigt. Dieser Zusammenhang wird gerade in der Landwirtschaft am sinnfälligsten, wo Aufwands- und Ertragsgrößen in Naturaleinheiten miteinander verglichen werden können. Daher gilt den Physiokraten die Landarbeit als einzig produktive Arbeit, die Grundrente als einzige Form des Mehrwerts. Der Profit für den Kapitalisten erscheint nur in der Form von Einkünften, welche er als eine Art Arbeitslohn zu seinem Lebensunterhalt bezieht. Geldzinsen werden zum naturwidrigen Wucher erklärt.
Eine weitere Einsicht können die Physiokraten für ihre Anschauung geltend machen: Geht man von einer geschlossenen Wirtschaft aus, dann leben die übrigen Wirtschaftsteilnehmer vom Bodenertrag, in welcher Form auch immer; dessen jeweilige Produktivität gibt bestimmte Grenzen des Wachstums vor.
Es war das große Verdienst Quesnays, die Formen der wirtschaftlichen Vorgänge als physiologische Formen der Gesellschaft aufzufassen, d. h. als aus der Produktion selbst hervorgehende Formen, die von Willen, Politik usw. unabhängig sind. Sie wurden indes als für alle Gesellschaftsformationen gleichermaßen gültig angesehen. So haben sie die Formen des Kapitals in der Zirkulation gesehen, denen später Adam Smith nur noch die Namen „fixes Kapital“ und „zirkulierendes Kapital“ geben musste.
Das von den Physiokraten entwickelte Kreislaufmodell des Tableau économique modelliert erstmals ökonomische Interdependenzen und kann damit als Vorläufer einer volkswirtschaftlichen Gesamtrechnung genannt werden. Auch erkannten sie erstmals die Bedeutung von Nettoinvestition und Kapitalakkumulation.

## Vertreter
Sie selbst nannten sich économistes. Physiokratie ist nach griechisch „Herrschaft der Natur“ gebildet. Der Begriff wurde 1768 von Pierre Samuel du Pont de Nemours (s. dort) geprägt.
Richard Cantillon, ein irischer Bankier in Frankreich, formulierte die physiokratischen Ideen 1756 im Essai sur la nature du commerce en géneral (Aufsatz über die Natur des Handels im Allgemeinen). Später wurden diese Ideen von François Quesnay und Vincent de Gournay systematisch ausgebaut.
Hauptvertreter des Physiokratismus war der Franzose François Quesnay (1694–1774). Quesnay war Leibarzt von Ludwig XV. Er übertrug den 1628 von William Harvey entdeckten Blutkreislauf auf das soziale Gefüge, insbesondere auf die Wirtschaft. Mit seinem Tableau économique entwarf Quesnay das erste Modell eines Wirtschaftskreislaufs mit den Komponenten Entstehung, Verwendung und Verteilung (= historische Grundlage für das Konzept des Sozialproduktes). Dieses makroökonomische Modell wird durch Tauschakte zwischen den sozialen Klassen vollzogen, wobei die Klassen rein vom ökonomischen Standpunkt aus gesehen werden.

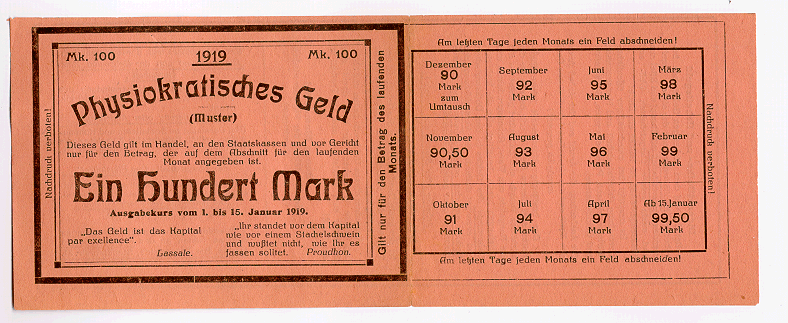
Mustergeldschein: Physiokratisches Geld (Vorderseite) – Entwurf: Georg Blumenthal

Ein Schüler Quesnays war Jacques Turgot (1727–1781), der von 1774 bis 1781 Generalkontrolleur der Finanzen und anschließend Finanzminister unter Ludwig XVI. war. Er konnte in seinen Funktionen einige Vorstellungen der Physiokraten in der Wirtschaftspolitik Frankreichs verwirklichen. Andere Ideen wie eine Steuerreform oder die Aufhebung der Zünfte scheiterten an dem Widerstand von Interessengruppen und führten schließlich zu Turgots Absetzung.
Die durch ihn durchgeführte Aufhebung von Festpreisen auf Grundnahrungsmittel verschlechterte die Situation in Frankreich erheblich.
Nach dem Tode Quesnays verlor der Physiokratismus an Einfluss. Einzelne seiner Lehren finden sich aber noch in der Steuerreform Josephs II. in Österreich oder später in Baden in der „Einsteuer“ wieder. Neu aufgenommen und mit anarchistischem und freiwirtschaftlichem Gedankengut verknüpft wurden die physiokratischen Ideen zu Beginn des 20. Jahrhunderts. Besonders zu nennen sind hier Georg Blumenthal, Herausgeber der Zeitschrift Der Physiokrat, und Silvio Gesell, der Begründer der Freiwirtschaftslehre.

## Wichtige Vertreter
- Richard Cantillon (1680–1734)
- François Quesnay (1694–1774)
- Vincent de Gournay (1712–1759)
- Victor Riquetti (1715–1789)
- Mercier de La Rivière (1719–1801)
- Pedro Rodríguez de Campomanes (1723–1802)
- Paul Boësnier de l’Orme (1724–1793)
- Pablo de Olavide (1725–1803)
- Anne Robert Jacques Turgot (1727–1781)
- Guillaume-François Le Trosne (1728–1780)
- Nicolas Baudeau (1730–1792)
- Johann August Schlettwein (1731–1802)
- Pierre Samuel du Pont de Nemours (1739–1817)
- Honoré Gabriel de Riqueti, comte de Mirabeau (1749–1791)

## Ökonomische Klassen
Die Physiokraten unterscheiden vier ökonomische Klassen:
- die Landwirtschaft, Bauern und Pächter, wurde zur einzig produktiven Klasse (classe productive) erklärt.
- die Besitzlosen (classe passive),
- die Handwerker, Händler (classe stérile) und
- die Grundeigentümer (classe propriétaire).

Die fundamentale These lautet, dass einzig und allein die Landwirtschaft einen Mehrwert, einen Überschuss produziere (bei den Merkantilisten wurde der Reichtum auf den Handel zurückgeführt).
Eine konkrete Forderung an die Politik war daher der Rückzug des Staates aus den wirtschaftlichen Angelegenheiten, von Vincent de Gournay 1751 in die berühmten Worte Laissez-faire, laissez-passer, le monde va de lui-même! gefasst.

## Wirtschaftspolitik
Die Physiokraten setzten gegen die merkantilistische Maxime, den Reichtum des absolutistischen Herrschers zu mehren, das Konzept der „natürlichen Ordnung“ (ordre naturel). Diese lasse sich mit Hilfe der Vernunft erkennen. Aufgabe der Regierung sei es, die tatsächliche politische Ordnung (ordre positif) an die natürliche Ordnung anzupassen und alle Gesetze abzuschaffen, die der natürlichen Ordnung widersprächen.
Konkrete Forderungen dazu waren:
- Freihandel mit allen Staaten
- Aufhebung von zu hohen Zöllen und Steuern
- Abschaffung von staatlichen Monopolen und Handelsprivilegien
- Abschaffung der unbezahlten Zwangsarbeit der Bauern
- nur zwei Steuern, und zwar 1/3 auf die Reinerträge und 1/3 auf den Pachtzins der produktiven Klasse an die Klasse der Grundbesitzer
- staatliche Garantie des Privateigentums
- Auflösung der Zünfte und Gilden, damit Zugang zur Arbeit nach Eignung

Auf die Wirtschaftspolitik des absolutistischen Frankreich hatten die Physiokraten zwar keinen großen Einfluss, dafür aber auf die späteren Theorien von Adam Smith, der während eines Aufenthalts in Paris 1764–1766 Kontakt zu den Physiokraten hatte.
Da der Nationalökonom Johann August Schlettwein den Markgrafen Karl-Friedrich von diesem System überzeugt haben soll, wurde zwischen 1770 und 1801 in der Markgrafschaft Baden in drei Musterdörfern der weltweit einzig bekannte Versuch der Einführung dieser Wirtschaftstheorie unternommen, nämlich in Dietlingen, Bahlingen und Teningen.
In Dietlingen begann der Versuch 1770 und wurde nach einer Modifikation (1795) im Jahre 1801 definitiv abgebrochen. In Bahlingen und Teningen (am Kaiserstuhl) begann der Versuch, bei dem unter anderem dort die sogenannte Einsteuer (französisch impôt unique) eingeführt wurde, im Jahre 1771, er wurde schon 1776 wieder beendet.
Für Karl Marx lag eine starke Ironie darin, dass die erste bürgerliche ökonomische Theorie im Gewand des Feudalismus auftrat: Die erste Bedingung des Kapitalismus, die Trennung von Arbeit und Kapital, wird als Naturgesetz dargestellt; aber der Kapitalist erscheint in der Gestalt des Grundbesitzers; der Kapitalist als ein unproduktiver Konsument. Diese Verwirrung war indes der Anlass, dass vor allem das Grundeigentum besteuert wurde. Damit war die Industrie steuerlich privilegiert, blieb von staatlichen Interventionen weitgehend frei und in erster Linie dem Wettbewerb überlassen. Der feudalistische Schein war demnach der Entwicklung des Kapitalismus durchaus förderlich.

## Heutiger Gebrauch des Wortes
In der Diskussion um die Grenzen des Wirtschaftswachstums wird heute der Begriff „Physiokrat“ abwertend verwendet. Physiokraten wird der „Pessimismus“ eines Thomas Robert Malthus vorgeworfen, der vorwiegend für das Bevölkerungswachstum physikalische Grenzen sah. Heute werden Physiokraten kritisiert, weil sie nicht die Möglichkeiten sähen, dass qualitatives Wachstum und immaterielles Wachstum (z. B. durch eine Verlagerung des Wachstums vom industriellen Sektor in den Dienstleistungs- und Informationsbereich) die Grenzen eines physikalischen Wachstums in einer „gewichtslosen Welt“ überwinden könnten. In der Vergangenheit ging immaterielles Wachstum mit materiellem Wachstum einher, ersteres organisierte letzteres: Innerhalb kurzer Zeit vervielfachte sich dabei der Energieumsatz pro Kopf der menschlichen Bevölkerung um Größenordnungen in einer Weise, für die es kein geschichtliches Beispiel gibt. In der Moderne wird Landwirtschaft, der Ausgangspunkt der Physiokratie, aber zunehmend auch ein Element der Energiewirtschaft. Der Hoffnung auf immaterielles Wachstum stehen heute Entwicklungen gegenüber, die das Konzept der Physiokratie hervorgebracht hatten. Eine positive Bewertung der Physiokraten unter dem Aspekt der Erhaltung der Naturgrundlagen des Wirtschaftens gibt dagegen z. B. Immler (1985).

## Darstellungen der Physiokraten (Auswahl)

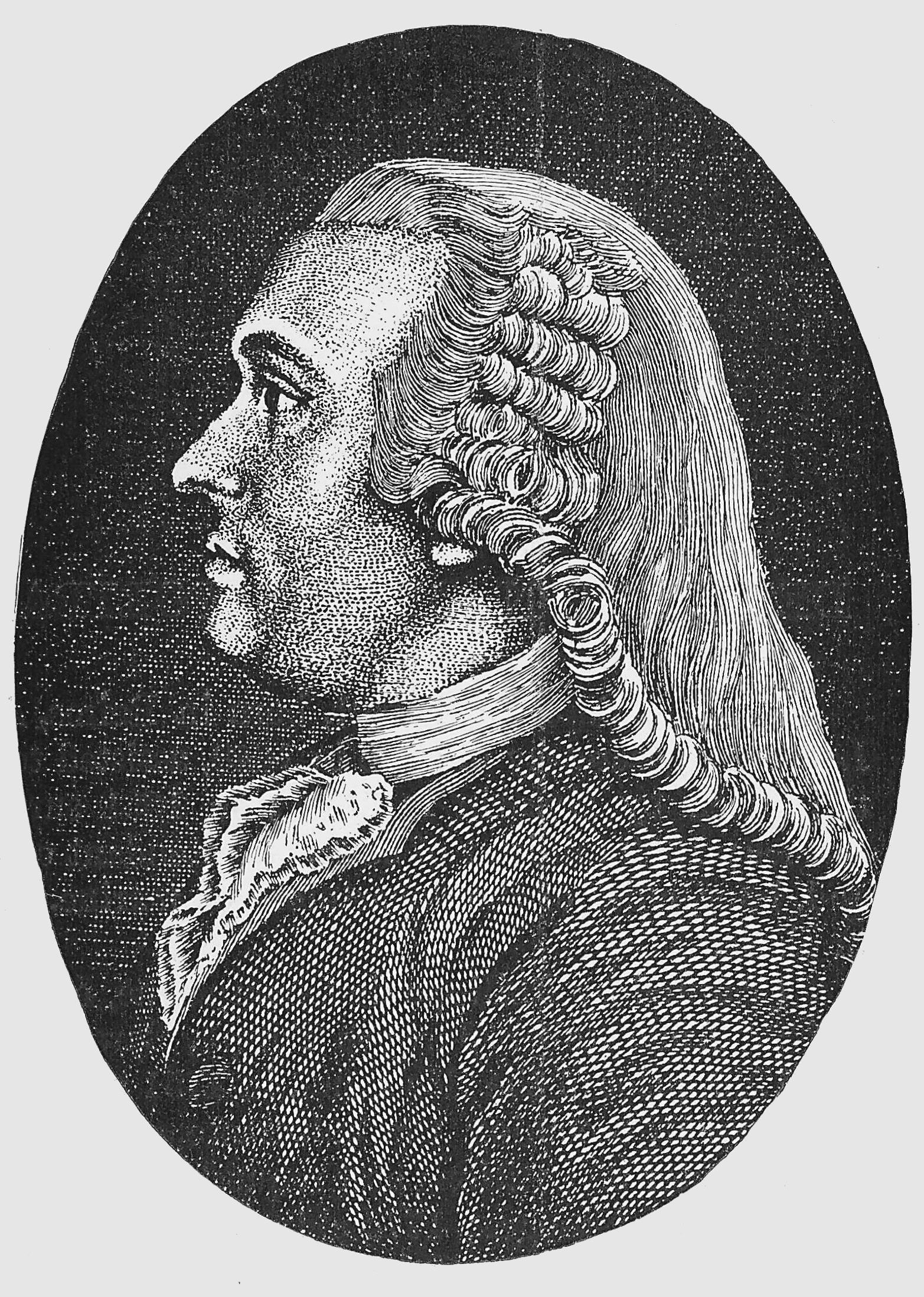
Anne Robert Jacques Turgot, baron de l’Aulne (1727–1781)
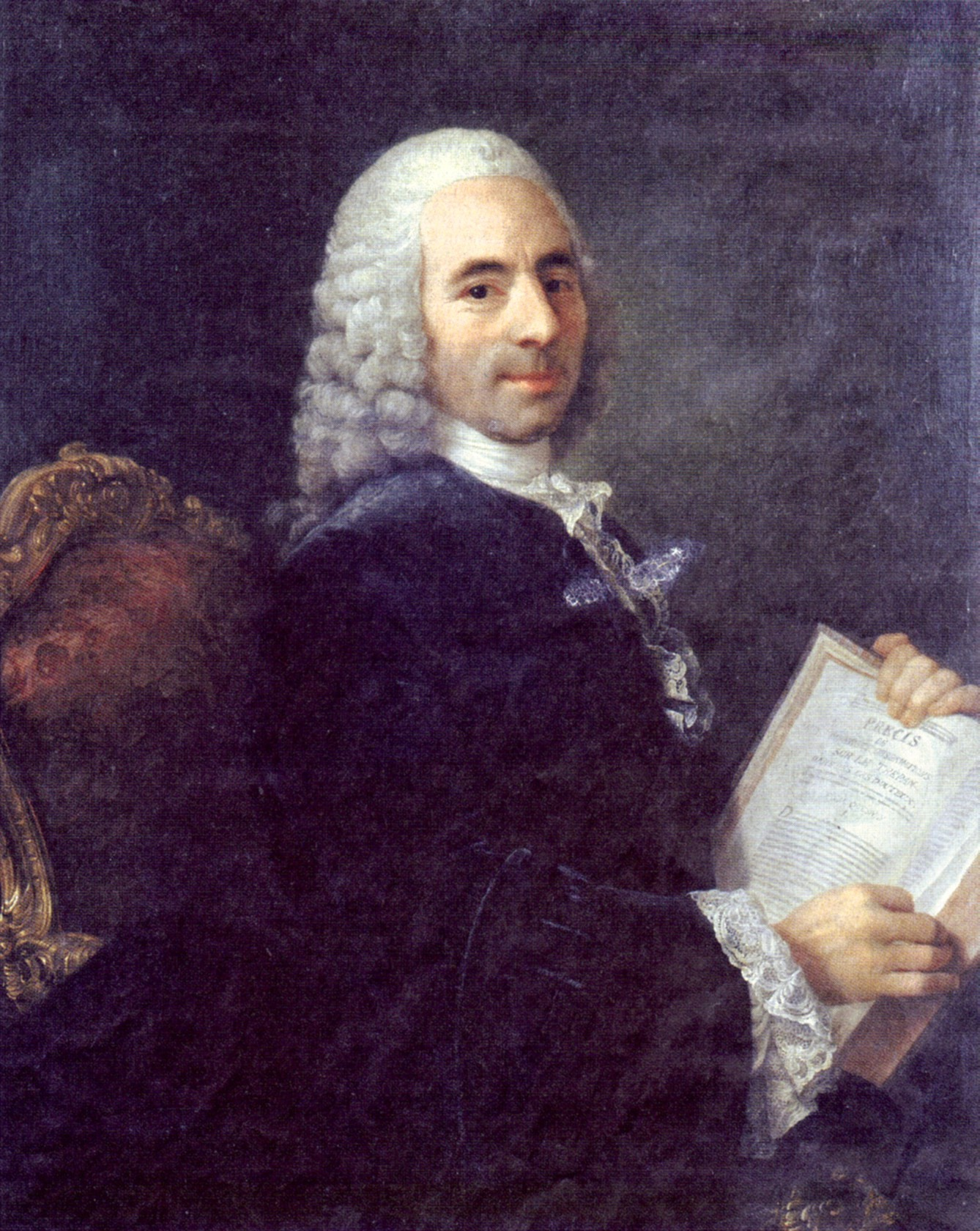
François Quesnay (1694–1774)
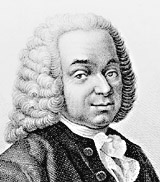
Jean Claude Marie Vincent, Marquis de Gournay (1712–1759)
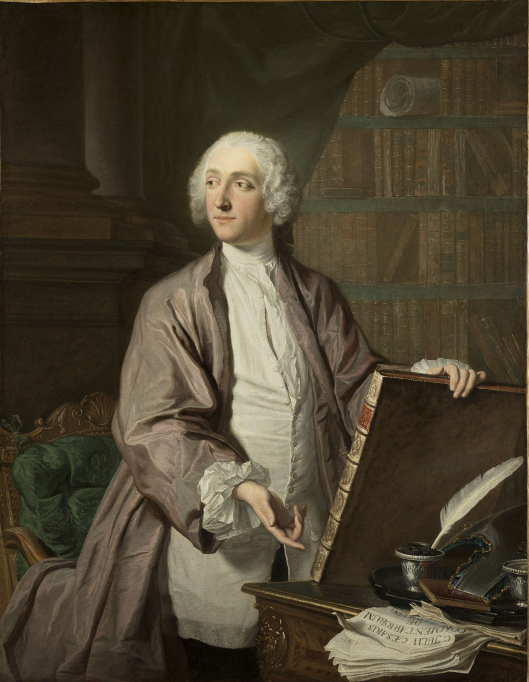
Victor Riquetti Marquis de Mirabeau (1715–1789)
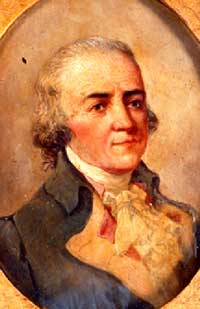
Pierre Samuel du Pont de Nemours (1739–1817)